# Affaire Jeanne-Marie Préfaut
L'affaire Jeanne-Marie Préfaut est une affaire judiciaire française, concernant le meurtre de Sophie, une jeune adulte autiste, par sa mère filicide Jeanne-Marie Préfaut, qui l'a anesthésiée puis étouffée. Les faits se produisent le 7 août 1994.
Jeanne-Marie Préfaut est reconnue coupable d'assassinat sur personne vulnérable, puis condamnée en février 1996 à une peine de principe de 5 ans de prison avec sursis. Elle publie ensuite un livre décrivant sa vie avec sa fille, Maman, pas l'hôpital. 
L'affaire Jeanne-Marie Préfaut est l'un des meurtres d'enfants autistes les plus médiatisés en France. Rétrospectivement, le déroulement, le jugement et les suites de ce meurtre sont décrits comme violents envers les personnes autistes. 

## Chronologie des faits
Le meurtre se produit le 7 août 1994, alors que Sophie, jeune femme autiste, a 23 ans. Sa mère lui promet qu'elle ne sera plus jamais envoyée en hôpital psychiatrique. Elle lui administre une forte dose de Théralène dans un verre de grenadine, et la dépose sur la banquette arrière de sa voiture. Elle l'étouffe ensuite en lui pinçant les narines et en plaquant sa main sur sa bouche.
La mère se rend d'elle-même à la police, puis est écrouée durant un mois et demi.

## Profils de la meurtrière et de la victime
Sophie Préfaut naît en 1971, et reçoit un diagnostic de psychose infantile à l'âge de deux ans. Elle est décrite comme une enfant intelligente, dotée de sens de l'humour et souriante, qui a connu une évolution importante de son état, capable de rédiger une dictée sans fautes en classe de sixième, de calculer des racines cubiques et de voyager en compagnie de ses parents à Prague et San Francisco. Il ne s'agit donc pas d'une enfant autiste dite « sévère », mais d'une personne autiste dite « de haut niveau ». Elle n'est pas intégrée au collège ni dans le médico-social.
D'après sa mère filicide, elle connaît des périodes de crises durant lesquelles elle « hurle atrocement, s'agite, agresse, court des heures et des jours durant, casse tout, s'arrache les cheveux, redevient bébé, fait pipi au lit, mange ses excréments ou ceux des animaux ». Lorsqu'elle devient majeure, elle est envoyée en hôpital psychiatrique. Elle est victime de traitements violents par neuroleptiques et électrochocs pendant quatre mois en 1992 à La Colombière, et de crises d'épilepsie qui ont failli la tuer.
Jeanne-Marie Préfaut, mère de cinq filles, a abandonné son emploi en 1985 pour s'occuper de Sophie et la surveiller durant la nuit. Elle témoigne ne dormir que deux ou trois heures de chaque après-midi. Elle est membre de la Fédération Sésame Autisme Languedoc-Roussillon.
Son mari Christian Préfaut est professeur à la faculté de médecine de Montpellier.

## Procès

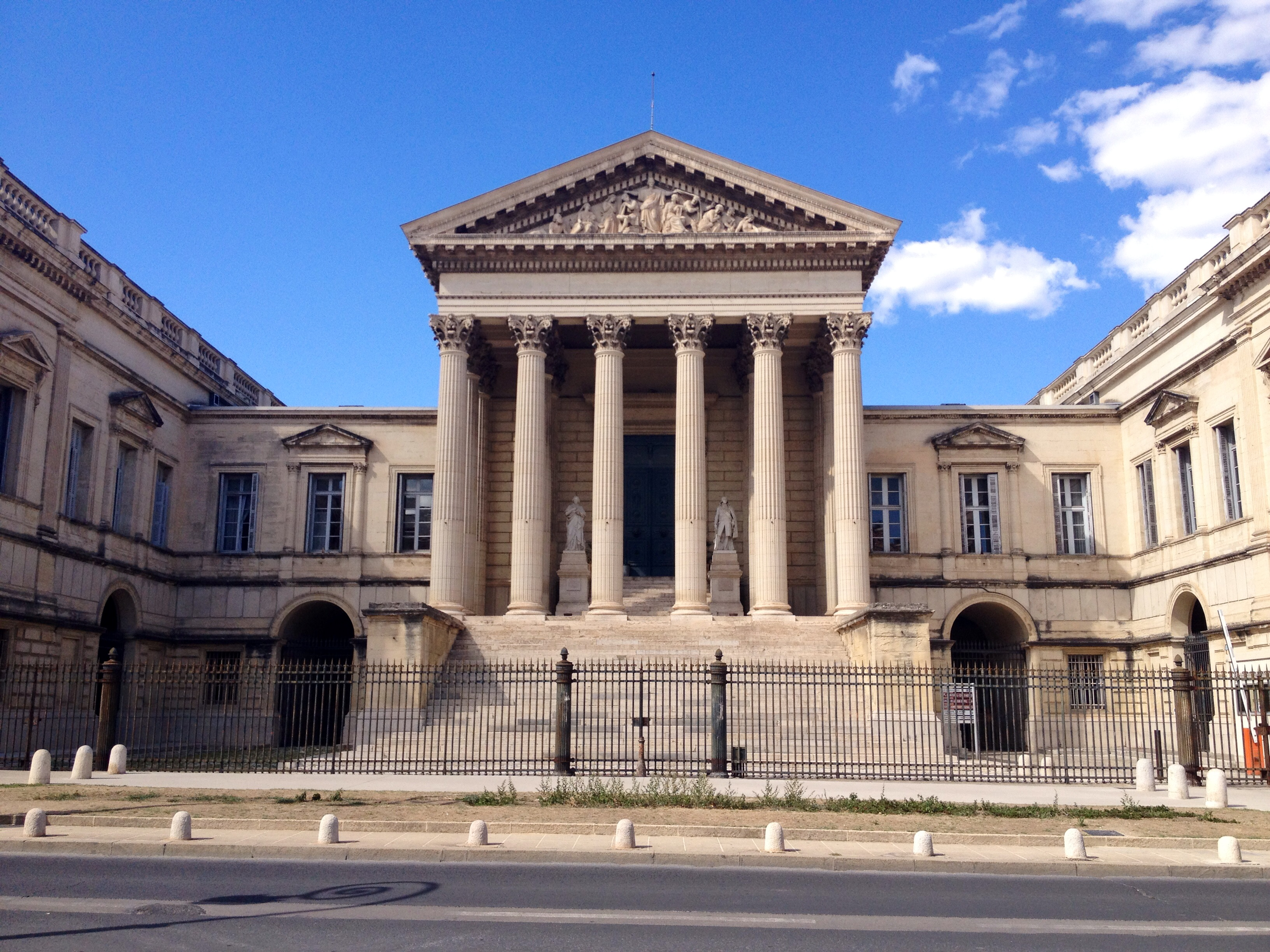
Tribunal de Montpellier.

Anne-Marie Préfaut est jugée pour homicide volontaire avec préméditation sur personne vulnérable. Au contraire de la majorité des procès du genre, plutôt traités dans la discrétion, celui-ci est très fortement médiatisé, ; le rapport du Sénat n° 350 (1995-1996) déposé le 9 mai 1996 cite « un grand retentissement » pour cette affaire. En effet, d'après la psychiatre Catherine Zittoun, la meurtrière « revendique haut et fort la justesse de son acte ».
D'après le journaliste Jean-Michel Dumay, envoyé spécial au tribunal de Montpellier, la salle est « emplie de parents d'enfants autistes » et « entièrement acquise à sa cause, émue par la dignité et le calme de cette ancienne institutrice ». Jeanne-Marie Préfaut a en effet obtenu le soutien de l'association Sésame autisme.
L'accusée déclare « j'ai vécu en couple avec ma fille, une véritable histoire d'amour », et assure que son meurtre est un « geste d'amour »,. Elle ajoute « Le plus terrible pour moi, c'est de ne plus avoir les bras de Sophie autour de mon cou ».
Christian Préfaut déclare aux jurés de l'Hérault que « Aujourd'hui, Sophie ne souffre plus », tout en adressant un clin d’œil à son épouse. Il explique aussi que la mère était « fusionnelle » avec son enfant. Un proche de la famille Préfaut déclare que la responsabilité est « peut-être celle de notre société, qui admet l'interruption volontaire de grossesse et pas l'interruption volontaire de souffrance ». D'après le journaliste de Libération Michel Henry, qui couvre le procès, la meurtrière n'exprime aucun regret vis à vis de son meurtre, et l'acte criminel en lui-même est très peu abordé durant le procès, où c'est surtout l'autisme qui est débattu. De plus, la salle d'audience à ri quand Jeanne-Marie Préfaut a répondu « je me trouve pas mal » à la question « Comment vous décrivez-vous ? », sans être rappelée à l'ordre. 
L'avocat général reconnaît l'état de fatigue physique et psychique de l'accusée, et une possible altération du discernement, réclamant une peine « de principe ». Les avocats de Jeanne-Marie Préfaut demandent l'acquittement.

## Condamnation
Le 21 février 1996, Jeanne-Marie Préfaut est reconnue coupable d'assassinat sur personne vulnérable, et condamnée à une peine « de principe » de cinq ans de prison avec sursis,,. La salle est restée silencieuse à l'annonce de sa culpabilité, puis a longuement applaudi ce verdict.

## Suites, médiatisation et analyses
Jeanne-Marie Préfaut publie un roman dans lequel elle décrit son quotidien avec sa fille et son meurtre, en 1997 chez Laffont, réédité en 1998 chez France Loisirs puis en poche en 2000 :
- Jeanne-Marie Préfaut, Maman, pas l'hôpital, Paris, Robert Laffont, 29 avril 1997 (ISBN 978-2221083628)
- Jeanne-Marie Préfaut, Maman, pas l'hôpital, France Loisirs, 1998, 225 p. (ISBN 978-2744116520)
- Jeanne-Marie Préfaut, Maman, pas l'hôpital, J'ai lu, 27 avril 2000, 248 p. (ISBN 978-2290306819)

L'ouvrage est commenté par le philosophe canadien Ian Hacking, qui le décrit comme l'un des livres les plus bouleversants qu'il ait jamais lus.
En 2014, Jeanne-Marie Préfaut est interviewée dans Zone interdite, et y explique de nouveau pourquoi elle a décidé de tuer sa fille.
Le média La Croix cite en 2022 cette affaire comme « emblématique » des jugements d'auticides en France, les peines prononcées étant généralement du sursis. Les propos publics de Jeanne-Marie Préfaut et de ses proches, ainsi que les retranscriptions des journalistes assimilant meurtre et acte d'amour, ont été condamnés par différents lecteurs des périodiques Le Monde et Elle.
Ré-analysant cette affaire en 2018 parmi d'autres meurtres d'enfants handicapés dont l'affaire Anne Pasquiou, le psychanalyste Jean-Pierre Durif-Varembont réfute que le meurtre commis par Janne-Marie Préfaut soit un « geste d'amour », et l'analyse plutôt comme une manifestation de haine contre l'enfant handicapé : « La première impression qui ressort est la compréhension compassionnelle d’une partie de la presse et l’indulgence de la justice. À lire la presse de l’époque, on ne sait plus qui est la victime et qui est l’auteur. Dans une inversion constante des places, la mère meurtrière devient plus une victime de la souffrance que lui inflige l’autisme de son enfant que l’auteur d’une transgression de l’interdit d’attenter à la vie d’autrui ». Il estime qu' « absoudre ou excuser le crime serait une façon de nier l’existence même de ces enfants ».

#### Articles de presse
- Jean-Michel Dumay, « Le "geste d'amour" d'une mère qui tua sa fille pour la délivrer », Le Monde,‎ 22 février 1996 (lire en ligne  [html], consulté le 14 novembre 2024)
- [Henry 1996] Michel Henry, « Sanction de principe pour la mère meurtrière de sa fille autiste. Les jurés de la cour d'assises de l'Héraut ont condamné hier Jeanne-Marie Préfaut, 51 ans, à cinq ans de prison avec sursis pour avoir tué le 7 août 1994 sa fille Sophie, 23 ans, autiste, à qui elle avait promis qu'elle ne serait plus jamais hospitalisée. Elle encourait une peine de prison à perpétuité. », Libération,‎ 22 février 1996 (lire en ligne, consulté le 14 novembre 2024).